# 洲原神社
洲原神社（すはらじんじゃ）は、岐阜県美濃市にある神社である。

## 概要
全国に49社ある洲原神社（須原神社）の総本社である。正一位洲原白山ともいう。
白山登拝に至るまでの道である美濃禅定道の前宮であり、長瀧白山神社・白山中居神社とともに美濃の白山信仰の中心である。
豊作、厄除け、夫婦和合、子授けなどに利益（りやく）があるという。現在でも田畑に蒔く御砂や田畑札を受けに遠方より代参者が訪れお洲原さん、洲原大神様として親しまれている。
旧暦12月1日に近い日曜日には垢離取祭という白山大神をお迎えする特殊神事が行なわれる。また、旧暦4月8日に近い日曜日には白山大神を山に帰す神送り祭ならびに御田植祭が行われる。
現在の本殿は江戸時代初期のもので、岐阜県重要文化財に指定されている。

## 歴史
社伝によれば養老5年（721年）、泰澄により建立。以降明治時代に至るまで大家家、宮脇家および執行家の三神主家が神社を率いた。伝承によれば洲原白山成立以前に当地に所在した牛頭天王社の神主、宮元家が洲原社成立に伴い宮脇家に名を改めたとされる。大家家は泰澄禅師の弟の三神泰定を祖とする。また、執行家は元正天皇の病気平癒の祈願に派遣された伴安麿を祖とすると伝わる。
康正2年（1456年）、火災に遭って宝蔵が焼け落ち古記録も失った。天正17年から翌年にかけての太閤検地前には700貫に及ぶ所領を有していたが、検地後には大半を失い27石あまりとなった。その他には上河和村、下河和村、新部村、曽代村ならびに洲原村に神山を有していた。
戦国時代には観音院という別当寺が存在しており、天正17年（1589年）には実融、正保4年（1647年）は空政、寛文9年（1669年）には範遍が住職であったと伝わるが、延享2年（1745年）には無住となり廃絶した。享和元年（1801年）に元正帝との由縁から正一位の神階を宣下された。明治6年に郷社、明治12年には県社に列する。

## 祭神
- 中央本殿 :  伊邪那岐命
- 東本殿 :  伊邪那美命
- 西本殿 :  大穴牟遅神

※しかし江戸時代に記された『洲原白山縁起』をみるに近世までは以下の祭神であったという。

### 旧祭神
- 中央本殿 :  伊弉冉尊
- 東本殿 :  菊理媛命
- 西本殿 :  大己貴命

## 文化財

### 岐阜県指定文化財

#### 建造物
- 本殿[1]
  - 中央本殿 : 明暦三年(1657)
  - 東本殿 : 享保十二年(1727)
  - 西本殿 : 享保十二年(1727)

#### 彫刻
- 能面３面[2]
  - 大べし見（江戸時代初期）
  - 悪尉（江戸時代初期）
  - 小べし見（室町時代後期）

#### 工芸品
- 商船之図絵馬[3] 江戸時代初期（貞享二年(1685)）
- 素地供物鉢[4] 江戸時代初期
- 朱根来塗供物鉢[5] 室町時代後期
- 朱根来塗供物台[6] 室町時代後期
- 木製黒塗供物台[7] 江戸時代初期

### 美濃市指定文化財

#### 建造物
- 拝殿[8]
  - 宝暦十年(1760)再建
- 舞殿[9]
  - 寛文十年(1670)
- 楼門[10]
  - 寛保元年(1741)

#### 彫刻
- 狛犬（3対）江戸時代初期〜中期

#### 工芸品
- 長柄銚子（3個）江戸時代
- 釣燈籠（3個）江戸時代
- 御簾（1対）江戸時代

### 天然記念物（国指定）
- 洲原神社ブッポウソウ繁殖地[11]

### 天然記念物（県指定）
- 洲原神社 社叢[12]

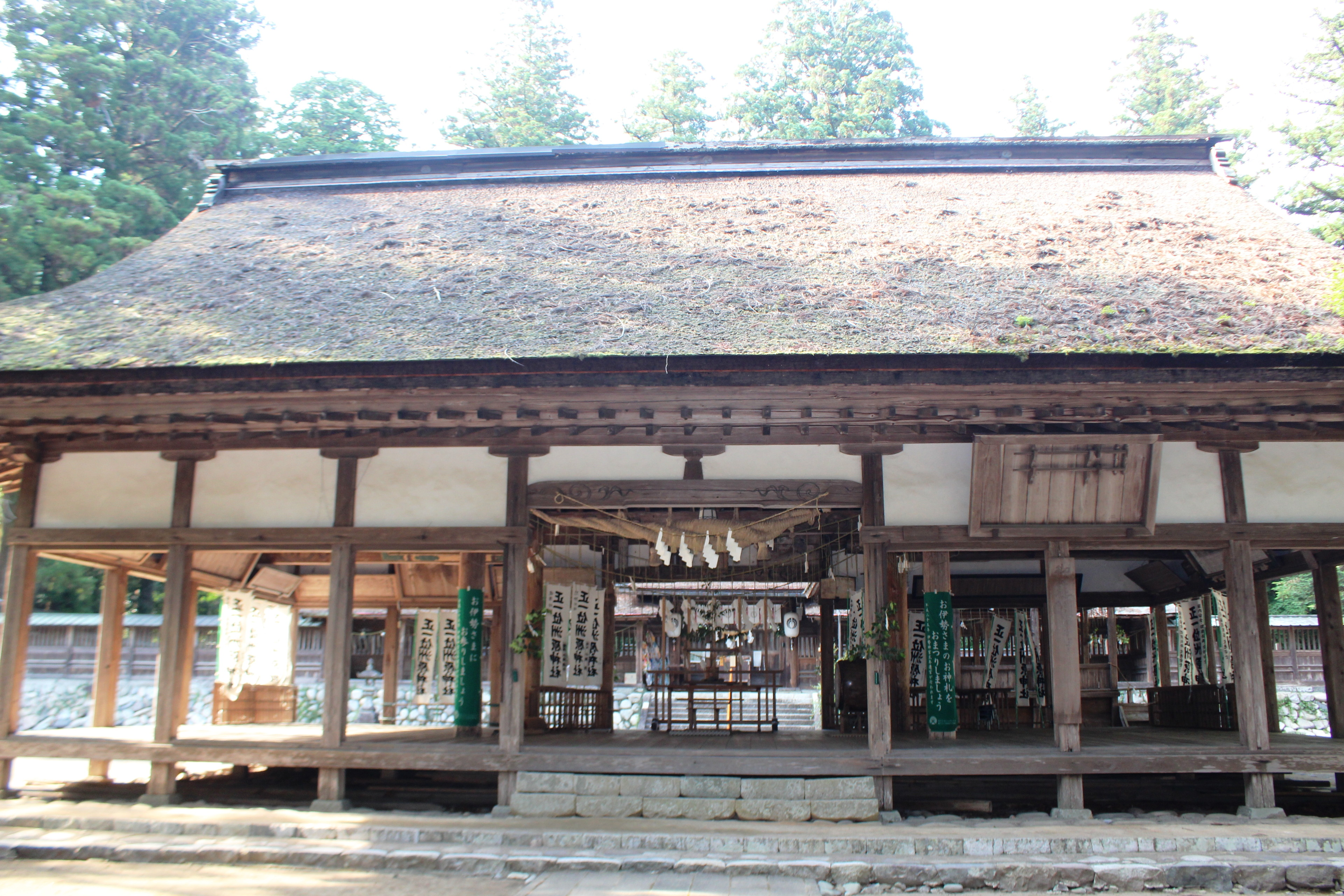
拝殿
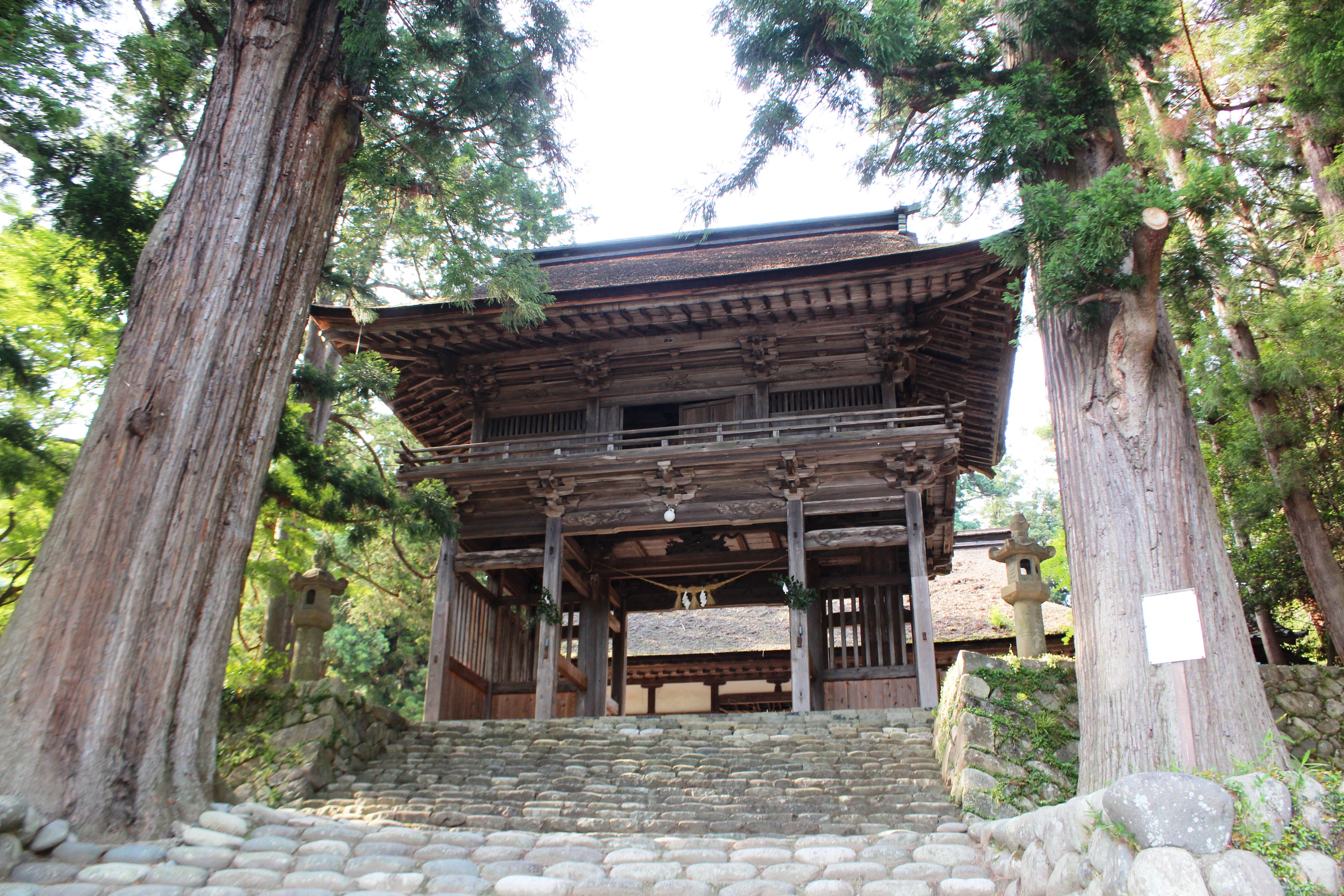
楼門
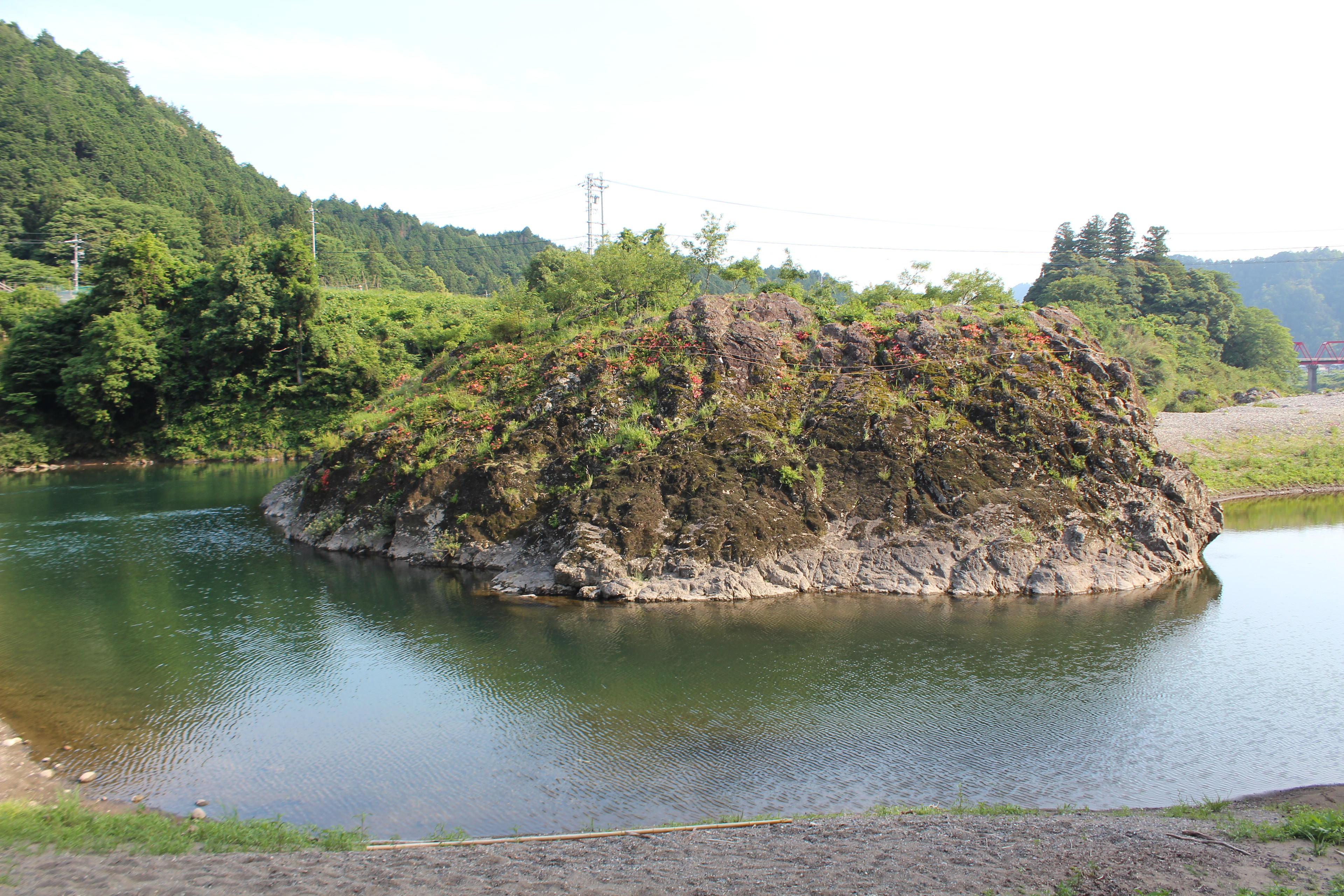
神岩

## 所在地
- 岐阜県美濃市須原468-1-1

## 交通手段
- 長良川鉄道越美南線 洲原駅より約0.4km。